# Скули (окръг Пафос)
Ску̀ли (на гръцки: Σκούλλι) е село в Кипър, окръг Пафос. Според статистическата служба на Република Кипър през 2001 г. селото има 77 жители.
Намира се на 7 км южно от Полис.